# Idaea nigrolineata
Idaea nigrolineata is een vlinder uit de familie spanners (Geometridae). De wetenschappelijke naam is voor het eerst geldig gepubliceerd in 1911 door Chretien.
De soort komt voor in Europa.